# Championnats de Lettonie de squash
Les Championnats de Lettonie de squash sont une compétition de squash individuelle organisée par la fédération lettone de squash. Ils se déroulent chaque année depuis 2003.
Aleksandrs Pāvulāns détient le record de victoires avec 15 titres et Ineta Mackeviča, seule joueuse professionnelle disputant le circuit mondial, détient le record féminin avec 9 titres.

## Palmarès

### Hommes
- 2024 : Andrejs Sautins
- 2023 : Jānis Plūme[1]
- 2022 : Andrejs Sautins[2]
- 2021 : Kārlis Pekstiņš[3]
- 2019 : Aleksandrs Pāvulāns[4]
- 2018 : Aleksandrs Pāvulāns
- 2017 : Aleksandrs Pāvulāns
- 2016 : Aleksandrs Pāvulāns
- 2015 : Aleksandrs Pāvulāns
- 2014 : Aleksandrs Pāvulāns
- 2013 : Aleksandrs Pāvulāns
- 2012 : Aleksandrs Pāvulāns
- 2011 : Aleksandrs Pāvulāns
- 2010 : Aleksandrs Pāvulāns
- 2009 : Aleksandrs Pāvulāns
- 2008 : Aleksandrs Pāvulāns
- 2007 : Aleksandrs Pāvulāns
- 2006 : Aleksandrs Pāvulāns
- 2005 : Arnis Tihvinskis
- 2004 : Aleksandrs Pāvulāns
- 2003 : Andris Lapiņš

### Femmes
- 2024 : Baiba Lulle
- 2023 : Baiba Lulle[1]
- 2022 : Laura Gaigala[2]
- 2021 : Baiba Lulle[3]
- 2019 : Baiba Lulle[4]
- 2018 : Ineta Mackeviča
- 2017 : Ineta Mackeviča
- 2016 : Ineta Mackeviča
- 2015 : Ineta Mackeviča
- 2014 : Ineta Mackeviča
- 2013 : Ineta Mackeviča
- 2012 : Ineta Mackeviča
- 2011 : Baiba Lulle
- 2010 : Ineta Mackeviča
- 2009 : Ineta Mackeviča
- 2008 : Ieva Vilīte
- 2007 : Linda Svilāne
- 2006 : Agnese Eisaka
- 2005 : Linda Svilāne
- 2004 : Linda Svilāne
- 2003 : Inese Zemmere